# Gare de Saint-Bonnet-de-Rochefort
Gare de Saint-Bonnet-de-Rochefort – przystanek kolejowy w Saint-Bonnet-de-Rochefort, w departamencie Allier, w regionie Owernia-Rodan-Alpy, we Francji. Jest zarządzany przez SNCF (budynek dworca) i przez RFF (infrastruktura).
Stacja jest obsługiwany przez pociągi TER Auvergne.

## Położenie
Znajduje się na linii Commentry – Gannat, w km 385,504, pomiędzy stacjami Bellenaves i Gannat, na wysokości 337 m n.p.m.

## Linie kolejowe
- Commentry – Gannat